# رفراندوم‌های لیختن‌اشتاین (۲۰۲۴)
رفراندوم‌های لیختن‌اشتاین در سال ۲۰۲۴ پنج رفراندوم در لیختن‌اشتاین برگزار شده است که ششمین آن برای سپتامبر برنامه‌ریزی شده است.
در ۲۱ ژانویه ۲۰۲۴ از رای‌دهندگان سه سؤال پرسیده شد:
- یکم: آیا نصب پانل‌های فتوولتائیک در ساختمان‌های غیرمسکونی الزام‌آور است.
- دوم: آیا اصلاح استانداردهای انرژی در بخش ساختمان انجام شود؟ با هدف تقلید از استانداردهای اعمال شده در سوئیس از سال ۲۰۱۴ و در اتحادیه اروپا از سال ۲۰۱۰.
- سوم: آیا ارسال خودکار پرونده الکترونیک سلامت به مشمولان بیمه سلامت متوقف شود.[۱][۲]

هر سه پیشنهاد توسط رأی‌دهندگان رد شد.
علاوه بر این، یک همه‌پرسی دیگر در ۲۵ فوریه ۲۰۲۴ با یک سؤال در مورد انتخابات مستقیم اعضای دولت برگزار شد. این پیشنهاد نیز از سوی رای‌دهندگان رد شد. یک همه‌پرسی دیگر در ۱۶ ژوئن ۲۰۲۴ در مورد ساخت یک بیمارستان دولتی جدید در لیختن‌اشتاین برگزار شد. این پیشنهاد توسط رای‌دهندگان پذیرفته شد. همه‌پرسی دیگری در ۲۲ سپتامبر ۲۰۲۴ در مورد الحاق به صندوق بین‌المللی پول برگزار شد. این پیشنهاد توسط رأی‌دهندگان پذیرفته شد.

## موضوعات و نتایج

### ۲۱ ژانویه ۲۰۲۴

#### پنل‌هایفتوولتائیکاجباری در ساختمان‌های غیرمسکونی

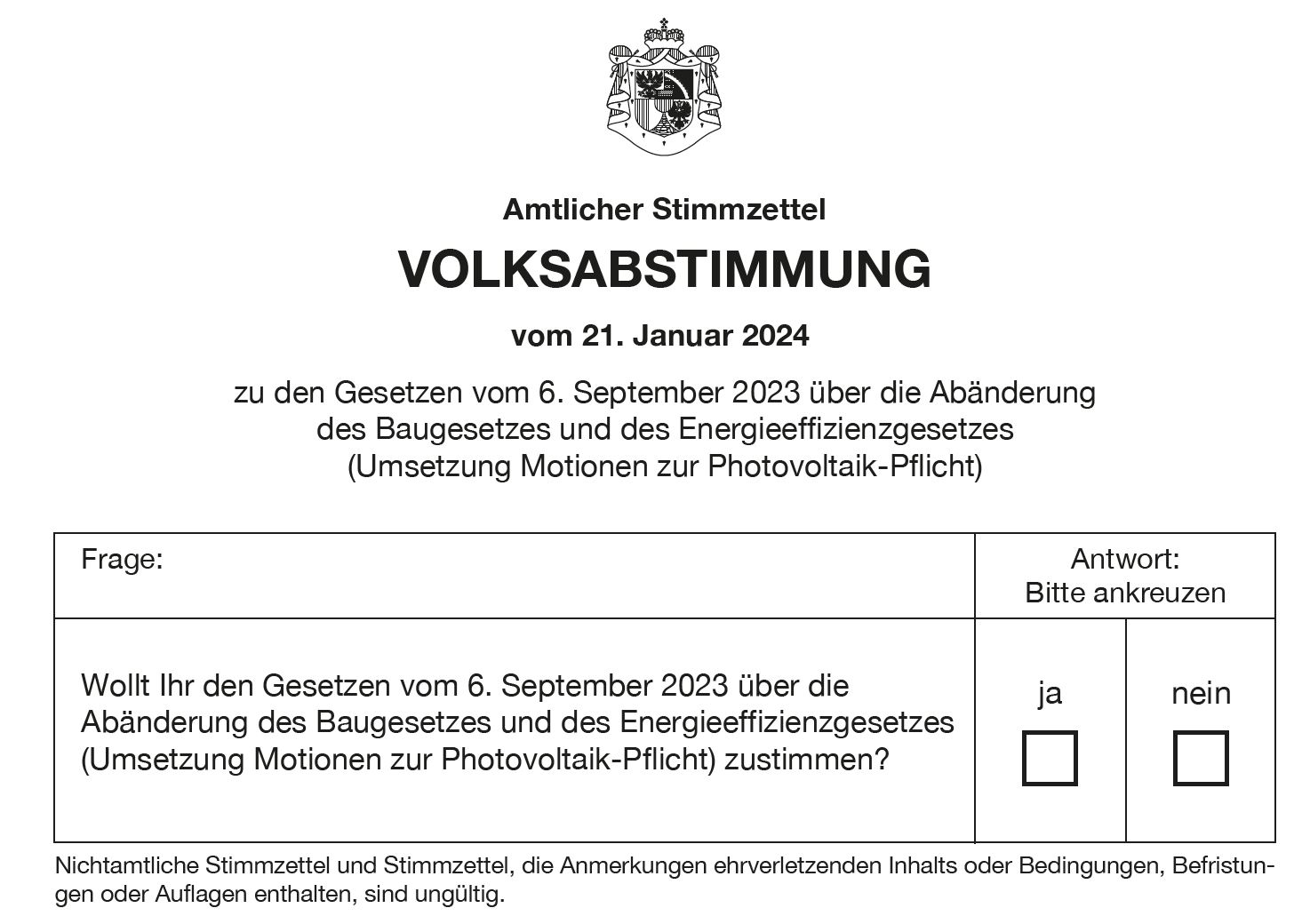
رای استفاده شده

| انتخاب                 | انتخاب                 | آراء | ٪      |
| ---------------------- | ---------------------- | ---- | ------ |
| موافق                  | موافق                  | ۰    | –      |
| مخالف                  | مخالف                  | ۰    | –      |
| کل                     |                        |      |        |
|                        |                        |      |        |
| آراء معتبر             | آراء معتبر             | ۰    | –      |
| آراء نامعتبر/سفید      | آراء نامعتبر/سفید      | ۰    | –      |
| کل آراء                | کل آراء                | ۰    | ۱۰۰٫۰۰ |
| رأی‌دهندگان ثبت‌نام کرده | رأی‌دهندگان ثبت‌نام کرده |      | –      |
| منبع: ABSTIMMUNGEN     |                        |      |        |

#### اصلاح استانداردهای بهره‌وری انرژی

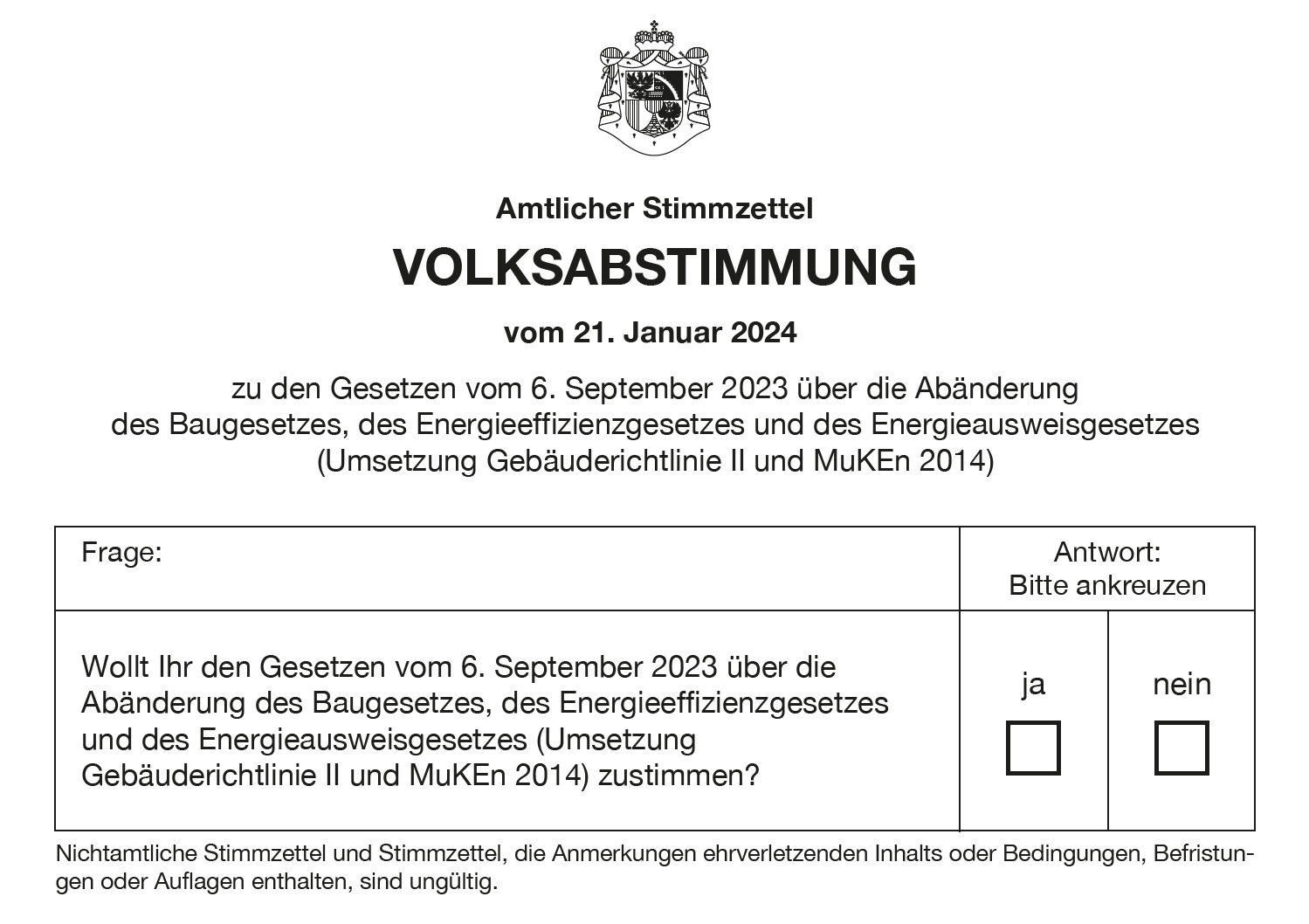
رای استفاده شده

| انتخاب                 | انتخاب                 | آراء | ٪      |
| ---------------------- | ---------------------- | ---- | ------ |
| موافق                  | موافق                  | ۰    | –      |
| مخالف                  | مخالف                  | ۰    | –      |
| کل                     |                        |      |        |
|                        |                        |      |        |
| آراء معتبر             | آراء معتبر             | ۰    | –      |
| آراء نامعتبر/سفید      | آراء نامعتبر/سفید      | ۰    | –      |
| کل آراء                | کل آراء                | ۰    | ۱۰۰٫۰۰ |
| رأی‌دهندگان ثبت‌نام کرده | رأی‌دهندگان ثبت‌نام کرده |      | –      |
| منبع: ABSTIMMUNGEN     |                        |      |        |